# Antiga hisenda (Lleida)
L'Antiga hisenda és una obra de Lleida protegida com a Bé Cultural d'Interès Local.

## Descripció
Edifici públic en cantonera, inclòs dins la trama de l'eixample, enfront del nucli antic. De planta baixa sobre-alçada, amb tres nivells i terrassa, construït amb pedra, formigó armat i fàbrica de maó. Coberta a la catalana i composició simètrica amb frontó, donant prioritat a la façana de la plaça de Sant Francesc.

## Història
A la postguerra hi fou afegida una planta d'alçada.